# Легран, Макс
Макс Легран (род. 26 февраля 1958) — французской художник. Занимается живописью, инсталляциями, поэзией и неоэкспрессионизмом. Свое влияние на него оказали Эме Сезер, Марк Шагал, Сай Твомбли, А. Р. Пенк, Анри Матисс, Майлз Дэвис и Чарли Паркер. Его карьера началась в конце 1980-х гг., когда он занялся неоэкспрессионистской живописью в Гамбурге. Его картины и литературные произведения в основном вдохновлены джазовой музыкой.

## Биография
Легран родился в Фор-де-Франсе, столице заморского карибского департамента Франции Мартиника. Был вторым из четырёх детей Мари Алис Аньярни (родилась в Фонд-Сен-Дени) и Поля Эммануэля Леграна (родился в Фор-де-Франсе, Мартиника). Легран быстро проявил свой дар художника-живописца. Его учителя отметили способности мальчика к рисованию, а мать всячески содействовала развитию таланта и творческой жилки. После смерти матери в 1963 Леграна с сестрой и братьями воспитывала их бабушка. Семья жила в Шёльхер Плато Фофо в течение семи лет, затем в 1970 году переехала в Бульвар-де-Ла-Марн. Легран учился в Техническом профессиональном лицее Фор-де-Франс, пока ему не исполнилось двадцать лет. После этого ему пришлось служить во французской армии на юге Франции с 1978 по 1979 гг.

## Карьера
В 1979 году Легран начал рисовать и работать на показах мод в Париже в качестве модели. Он сотрудничал с несколькими молодыми французскими художниками и дизайнерами. В 1986 году Легран был членом Музыкально-танцевальной труппы Амадео, Париж. В том же году он работал с другими группами и художниками, с которыми сотрудничал и позже. Кроме того, он выступил на нескольких концертах известной певицы Жан Мансон. В июне 1987 года Легран посещал семинары Высшей школы изобразительных искусств, Гамбург (нем. Hochschule für bildende Künste Hamburg). В 1988 году его зачислили в Академию рекламы, графики и печати. Обучение завершил в качестве ассистента графического дизайнера в Гамбурге. В 1989 году выполнил первый абстрактный портрет в смешанной технике. В 1991 году делал художественные работы на бумаге. В 1995 году создавал абстрактное и сюрреалистическое представление философских и автобиографических тем в масле. В 1997 году работал над проектами инсталляций «Pilgrims’ Journey and Nature» («Путешествие пилигримов и природа»).
2008—2010 гг. ознаменовали начало нового периода в художественной жизни Леграна, несмотря на то, что его творчество этих лет было прохладно воспринято критиками.
В 2011 выступил на популярном французском телеканале France Ô в программе «Портрет Макса Леграна, успешного французского художника XXI века».

### Эме Сезер Жанвье 2007
С Максом Леграном встретился, чтобы принести ему дань уважения, Эме Сезер (1913 — 2008), французский поэт, писатель и политик. Встреча состоялась в ратуше Фор-де-Франсе, Мартиника. Эме Сезер был пионером движения за защиту прав негров, одним из основателей движения негритюд во франкоязычной литературе. Эме Сезер умер 17 апреля 2008 года за два дня до выставки работ Макса Леграна, проводимой Региональным советом Мартиники.

## Выставки
- 1994: Постоянная выставка в галерее Art de Vivre, Гамбург, Мильхштрассе
- 1999: Мартиника: Выставка «Le voyage sans bagages Part 1» («Путешествие без багажа, часть 1») на Вилле Шантекларк (Villa Chanteclerc)
- 1999: Гамбург:
- * o Выставка в Глинде «Form Art» («Искусство формы»)
- * o Выставка в ВЦ Kampnagel «Raumobjekte Blickfang» («Привлекательные объекты»)
- * o Выставка в Доме света Альтона (Lichthaus Altona) «Voyage without Baggage Part 1» («Путешествие без багажа, часть 1»)
- 2000: Выставка в галерее Элизе
- 2001: Выставка в гамбургских галереях
- 2002: Выставка в гамбургских галереях и за рубежом
- 2003: Гамбург: Галерея Анне Мёрхен
- 2004: Выставка «Liebe» («Любовь») в салоне искусств Эльбе 76
- 2004: Выставка «Voyage without Baggage Part 2» («Путешествие без багажа, часть 2»)
- 2005: Выставка корпоративного искусства в Германии
- 2007: Выставка в отеле Interconti, Гамбург, Германия
- 2008: Выставка на площадке Аурум, Гамбург, Германия выставка «Signes du Temps» («Сигналы времени») на площадке Регионального совета Агора, Мартиника (каждое панно было насыщено надписями, знаками, коллажами и образами)
- 2011: Выставка в одной из самых знаменитых галерей Германии.
- 2011: Выставка «Time Signals» («Сигналы времени») в Die Weingaleristen, Гамбург, Германия

## Анализ творчества
Образы в его картинах, в соответствии с названием, показаны «без багажа». Они населяют визуальное, которое символично своим минимализмом; сами образы суть символы с определенными психографическими характеристиками. Символические подписи указывают на внутренние и внешние референтные точки. Прочие образы даны в виде кодов на фоне, перемежающихся с текстом.
- Визуальные образы — это «путешественники без багажа». У них уже есть всё необходимое для путешествия: их личностный потенциал на жизненном пути, который, возможно, есть часть их конфликта с цивилизацией. Эта художественная программа не ограничена конкретной выставкой; она развивалась в течение нескольких лет, и художник показал множество разных версий.
- Этот анализ, охвативший целый ряд проблем и вопросов от любви до смерти в политических, общественных и религиозных рамках, проходит контекстной нитью через все творчество Леграна.
- Эмоциональная близость теме требует дистанции в целях художественного представления. Формальное сокращение позволяет добиться необходимой абстракции и формалистического сжатия экспрессивного визуального языка, уравновешивая представленные существенные визуальные темы. Его выбор тем и художественных средств, а также предпочтение абстрактности и коллажей делают работы Макса Леграна наиболее показательным примером современного искусства.
- Тексты и символы вписаны в инкрустированный фон выразительными, пастообразными цветовыми мазками. Застывшие следы движения — результат работы Леграна — наделяют изображение подобием рельефа; процесс творческого поиска остается очевидным. Легран работает с такими материалами, как эмаль, масло и акриловая краска, смешивая их прямо на картинах с цементом, соломой или проволокой.
- Его художественный стиль ни с чем не спутаешь благодаря особому, «приземленному» оттенку цветов, насыщенности и формам, которые в мыслях возвращают к африканским маскам и океанской скульптуре. Даже не будучи явно выраженным, этнографическое влияние его родной Мартиники хорошо видно в данных произведениях искусства, преображаясь через новые аллюзии в очень личностный визуальный язык.

Именно это проникновение различных влияний и личного опыта составляет важнейшую характерную черту работ Леграна. Он верил, что жизнь и искусство переплетаются с такими биографическими отсылками, как музыка, танец, литература и графика. В одной из картин смешиваются вдохновение джазом и эхо современной лирической поэзии. Афоризмы и словесные секвенции схожи с музыкальными гармониями и преображаются в плоскость изображения, обнаруживая собственные знаки и символические миры.
На другой картине под названием «Максмания» эскизно изображен силуэт мужчины в короне. Это — король, окруженный актерами и символическими подписями своего окружения, и все же он остается самостоятельной фигурой.
Кажется, что это тот же персонаж, который в более поздней работе в ярости поднимает руки: темный силуэт, изображенный несколькими мазками, перед схематическими очертаниями образов вокруг него. Этот «Le roi incognito» («Неизвестный король») не носит более свою корону, но его образ построен архаично, с прямым влиянием цветовых миров. Неизвестный король путешествует в той же манере, что и мужчины и женщины на картинах, описанных ранее — без багажа. Поэтому ему не нужны статусные символы. Он отправился в путешествие всей своей жизни, в центр сложной цивилизаторской реальности. Как и Макс Легран, чьи работы и творческая деятельность обусловлены конфликтом эмоционального восприятия и критического осмысления.
Продолжая заниматься изобразительным искусством, Легран нередко включал лирику в свою живопись. Еще до начала карьеры художника он занимался поэзией и инсталляциями, при этом становясь известным исследователем сложного спектра человеческого бытия.